# Rosil Cavalcanti
Rosil de Assis Cavalcanti (Macaparana, 20 de dezembro de 1915 – Campina Grande, 10 de julho de 1968) foi um ator, compositor e radialista brasileiro.

## Biografia
Cursou o primário e ginásio na cidade de Recife. Em 1936 entrou para o 22º Batalhão de Caçadores da 7º Região Militar na cidade de Aracaju, em Sergipe. Em 1937, licenciou-se do Batalhão de Caçadores e passou a trabalhar no Fomento Agrícola de Sergipe. Durante essa época, atuou como jogador de futebol, tornando-se tricampeão sergipano pelo Cotinguiba Sport Clube. Em 1941 foi trabalhar na Secretaria de Agricultura da Paraíba, na cidade de João Pessoa.
Desembarcou em Campina Grande no ano de 1943, acatando transferência como servidor público. Aqui desempenhou as atividades de compositor e apresentador de programas de rádio e TV, adotando o codinome de "Zé Lagoa", atuando nas Rádios Borborema, Caturité e TV Borborema.
Do auditório da Rádio Borborema, que localizava-se na Rua Cardoso Vieira, o Programa era transmitido ao vivo. Foi realizado concurso de sanfoneiro, de dançarino, de beleza, de teatro, etc.
Compôs cerca de 130 músicas, sendo algumas de memoráveis parcerias com Jackson do Pandeiro e Luiz Gonzaga, falando em parcerias, junto a Raymundo Asfora, compôs o hino extra-oficial de Campina Grande "Tropeiros da Borborema", entre suas músicas mais famosas estão "Sebastiana", "Na Base da Chinela" e "Quadro Negro".
Foi autor de todos os gêneros da música regional nordestina, como baião, xote, e coco. Pessoalmente não se achava detentor de "voz" para cantar e, portanto, nunca gravou nenhuma das suas canções.
Em 1968, no início da tarde, Rosil se sentiu mal quando descansava sob a sombra do Umbuzeiro e da Quixabeira. Em vez da música introdutória na voz vibrante de seu parceiro Café, se ouviu uma fúnebre anunciando o falecimento do poeta da caatinga, dos cariris, do Nordeste. O Nordeste parou. Campina Grande assistiu a mais profunda comoção que a atingira. Desaparecera subitamente sua síntese poética, suas alegrias e suas tristezas.

## Músicas
- A festa do milho - Luiz Gonzaga (1963)
- Amigo velho - Luiz Gonzaga (1963)
- Aquarela nordestina - Marinês (1958)
- Cabo Tenório - Jackson do Pandeiro (1954)
- Coco do Norte - Jackson do Pandeiro (1955)
- Coco social - Jackson do Pandeiro (1954)
- Coisas do Norte - Marinês (1963)
- Cumpadre João - Jackson do Pandeiro (1958)
- Faz força, Zé, Luiz Gonzaga (1963)
- Forró do Zé Lagoa - Genival Lacerda (1962)
- Forró na gafieira - Jackson do Pandeiro (1959)
- Meu Cariri, com Dilu Melo - Ademilde Fonseca (1951)
- Moxotó, com José Gomes - Jackson do Pandeiro (1958)
- Na base da chinela, com Jackson do Pandeiro (1962)
- Ô véio macho - Luiz Gonzaga (1962)
- Os cabelos de Maria, com Jackson do Pandeiro (1960)
- Saudade de Campina Grande - Marinês (1958)
- Sebastiana - Jackson do Pandeiro (1953)
- Tropeiros da Borborema - Luiz Gonzaga (1980)